# Barbara Ployer
Barbara Ployer, auch Maria Anna Barbara oder Babette Ployer genannt (* 2. September 1765 in Sarmingstein; † April 1811 in Brodosane, Kreis Prizren) war eine österreichische Pianistin. Sie war Schülerin von Wolfgang Amadeus Mozart in den Fächern Klavier und Komposition. Wolfgang Amadeus Mozart schrieb für sie zwei Klavierkonzerte in 1784 (Klavierkonzert Nr. 14 KV 449 und Nr. 17 KV 453). Beide Klavierkonzerte wurden 1784 in ihrem Wohnhaus uraufgeführt. 

## Leben
Sie wurde am 2. September 1765 in Sarmingstein, Österreich geboren und starb Anfang April 1811 in Brodosane, Kreis Prizren im Kosovo. Sie war eines von acht Kindern von Franz Cajetan Ployer, einem Holzhändler und Steuerbeamten. Nach dem Tod ihrer Mutter in 1779 zog Barbara Ployer nach Wien zu ihrem Onkel Gottfried Ignaz von Ployer. Ihr Onkel war Hofagent in Wien, der Vertreter des Salzburger Hofes in Wien. Er und seine Frau Antonia von Ployer (geb. Spaun) waren Musikliebhaber und im Freundeskreis von Joseph Haydn und Wolfgang Amadeus Mozart. Hier kam sie auch in Kontakt mit Mozart, der ihr Unterricht in Klavier und Komposition erteilte. Doch auch bei Musiktheoretiker und Komponisten Johann Georg Albrechtsberger (1736–1809) nahm Barbara Ployer Unterricht. 
Nach ihrer Heirat um 1787 mit dem ungarischen Adeligen Cornelius Bujánovics von Agg-Telek (1770–1844) zog sie nach Kreuz in Kroatien, wo ihr Ehemann sein Anwesen hatte. 
Mozart schrieb am 9. Juni 1784 an seinen Vater Leopold Mozart: „ich werde den Paisello mit dem Wagen abhollen, um ihm meine Composition und meine schüllerin hören zu lassen“.
Diese Schülerin war Barbara Ployer, von der er am Rand einer seiner Kompositionen eine Portrait-Skizze anfertigte. Diese Skizze wurde auch in den Noten von Mozarts Sonate in D-Dur für zwei Hände (KV 448) abgebildet und wurde 2014 beim Musikverlag Alfred Music veröffentlicht.